# Bloodsport: The Dark Kumite
Bloodsport: The Dark Kumite (Bloodsport 4: The Dark Kumite) è un film statunitense del 1999 diretto da Elvis Restaino. È l'ultimo capitolo della saga Bloodsport cominciata con Senza esclusione di colpi del 1988.

## Trama
L'agente John Keller va sotto copertura nella dura prigione chiamata Fuego Penal per scoprire i cadaveri dei prigionieri che scompaiono senza lasciare traccia. Ma, viene coinvolto in un pericoloso torneo, The Kumite, organizzato da un uomo di nome Justin Caesar, dove i prigionieri sono costretti a combattere fino alla morte.